# Johan Madrid
Johan Madrid (Callao, Provincia Constitucional del Callao, Perú, 26 de noviembre de 1996) es un futbolista peruano. Juega de defensa y su equipo actual es el Sport Huancayo de la Liga 1.

## Trayectoria

### Sporting Cristal
Fue parte de Sporting Cristal desde categorías inferiores disputando Copa Federación y en 2015 pasa a formar parte del plantel de reservas. A mitad de ese mismo año pasó a jugar por el Cienciano, donde se mantuvo hasta el 1 de enero de 2016 cuando vuelve a jugar por el cuadro celeste donde llega a jugar por el primer equipo en pocas oportunidades. Para el 2017 es transferido a Sport Rosario donde juega con mayor regularidad. Para el 2018 cuando volvió a incorporarse al Club Sporting Cristal.
Para el 2024 ficha por la Universidad César Vallejo para afrontar la Liga 1 2024 en donde anotó un gol, precisamente ante Cristal. El club acabó en el puesto 17 de la tabla de la Liga 1 2024 al final de la temporada, por lo que terminó descendiendo a la Liga 2. 
Para el 2025 es contratado por el Sport Huancayo para jugar la Liga 1 2025.

## Estadísticas

### Clubes
| Cienciano · Perú                                                                                          | 1.ª                  | 2015          | 2    | 0  | - | -  | -  | -   | 2  | 0  |   |
| Cienciano · Perú                                                                                          | Total club           | Total club    | 2    | 0  | - | -  | -  | -   | 2  | 0  |   |
| Sporting Cristal · Perú                                                                                   | 1.ª                  | 2018          | 34   | 0  | - | -  | 2  | 0   | 36 | 0  |   |
| Sporting Cristal · Perú                                                                                   | 1.ª                  | 2019          | 26   | 0  | 2 | 0  | 6  | 0   | 34 | 0  |   |
| Sporting Cristal · Perú                                                                                   | 1.ª                  | 2020          | 27   | 0  | - | -  | 2  | 0   | 29 | 0  |   |
| Sporting Cristal · Perú                                                                                   | 1.ª                  | 2021          | 25   | 0  | 4 | 0  | 7  | 0   | 36 | 0  |   |
| Sporting Cristal · Perú                                                                                   | 1.ª                  | 2022          | 34   | 0  | - | -  | 6  | 0   | 40 | 0  |   |
| Sporting Cristal · Perú                                                                                   | 1.ª                  | 2023          | 4    | 0  | - | -  | 1  | 0   | 5  | 0  |   |
| Sporting Cristal · Perú                                                                                   | Sport Rosario · Perú | 1.ª           | 2017 | 38 | 2 | -  | -  | -   | -  | 38 | 2 |
| Total club                                                                                                | Total club           | 150           | 0    | 6  | 0 | 24 | 0  | 180 | 0  |    |   |
| Total carrera                                                                                             | Total carrera        | Total carrera | 190  | 2  | 6 | 0  | 24 | 0   |    |    |   |
| (1) Incluye datos de la Copa Bicentenario. (2) Incluye datos de la Copa Libertadores y Copa Sudamericana. |                      |               |      |    |   |    |    |     |    |    |   |

## Palmarés

### Campeonatos nacionales
| Título                    | Club             | País | Año  |
| ------------------------- | ---------------- | ---- | ---- |
| Primera División del Perú | Sporting Cristal | Perú | 2016 |
| Primera División del Perú | Sporting Cristal | Perú | 2018 |
| Primera División del Perú | Sporting Cristal | Perú | 2020 |
| Copa Bicentenario         | Sporting Cristal | Perú | 2021 |

### Torneos cortos
| Título           | Club             | País | Año  |
| ---------------- | ---------------- | ---- | ---- |
| Torneo Clausura  | Sporting Cristal | Perú | 2016 |
| Torneo de Verano | Sporting Cristal | Perú | 2018 |
| Torneo Apertura  | Sporting Cristal | Perú | 2018 |
| Torneo Apertura  | Sporting Cristal | Perú | 2021 |

### Distinciones individuales
| Distinción                                                                                            | Año  |
| --- | ---- |
| Incluido en el equipo ideal del Campeonato Descentralizado según el portal periodístico DeChalaca.com | 2018 |
| Preseleccionado como defensa en el mejor once del Campeonato Descentralizado según la SAFAP           | 2018 |